# Lastnič
Lastnič – wieś w Słowenii, w gminie Podčetrtek. W 2018 roku liczyła 156 mieszkańców.